# Orlando Latorre González
Orlando Latorre González (Santiago, 25 de enero de 1916-Ibíd, 1983) fue un abogado y político chileno, que se desempeñó como ministro de Estado de su país, durante el segundo gobierno del presidente Carlos Ibáñez del Campo entre 1952 y 1954.

## Familia y estudios
Nació en Santiago de Chile el 25 de enero de 1916, hijo de Alberto Latorre y Virginia González. Realizó sus estudios primarios y secundarios en el Instituto Nacional. Continuó los superiores en la Universidad de Chile, titulándose como abogado el 4 de enero de 1945, con la tesis Sociedad Nacional de Minería.
Se casó con Ana Mercedes Pinochet Bustos, con quien tuvo dos hijos: Ana María y José Miguel, de profesión dentista y militar, respectivamente.

## Carrera profesional y política
Se dedicó a ejercer su profesión  en Santiago, siendo procurador en el estudio jurídico del abogado Jorge González von Marées. Asimismo, fue abogado jefe del Departamento de Bienestar Social del Ejército de Chile. Por medio de von Marées, en 1934, se hizo militante de la Juventud Nacista del Movimiento Nacional-Socialista de Chile (MNSCh). Tras la disolución de ese partido político en 1939, se integró a las filas de la Vanguardia Popular Socialista (VPS), colectividad sucesora del anterior.
Representando a la VPS, en las elecciones parlamentarias de 1941, postuló como candidato a diputado por Colchagua, sin resultar electo. Más adelante, se afilió al Partido Agrario Laborista (PAL).
Con ocasión de la segunda administración del presidente, el 3 de noviembre de 1952, asumió nombrado como titular del Ministerio de Justicia, ocupando el cargo hasta el 11 de marzo de 1953. Un día antes, el 10 de marzo, fue nombrado como titular del Ministerio de Obras Públicas y Vías de Comunicación. Mediante el decreto con fuerza de ley n° 1950 del 4 de julio, fue renombrado ese ministerio de Estado, pasándose a llamar solamente como «de Obras Públicas»; desempeñándose como tal hasta el 5 de junio de 1954.
Con la llegada a la presidencia del demócrata cristiano Eduardo Frei Montalva, en 1965 fue nombrado como vicepresidente ejecutivo de la Caja de Previsión de Obreros Municipales.
Por otra parte, actuó como ayudante de la cátedra de derecho civil en la Universidad de Chile. Fue miembro del Colegio de Abogados de Chile. Falleció en 1983.